# Lac Sugenuma
Le lac Sugenuma (菅沼, Sugenuma) est un lac d'eau douce situé à Katashina, dans la préfecture de Gunma au Japon. Il a été désigné comme l'un des 100 paysages du Japon de l'ère Shōwa.

## Géographie

### Localisation
Le lac est situé dans la partie orientale du village de Katashina, au nord du mont Nikkō-Shirane. Il fait partie du parc national de Nikkō.

### Topographie
Le lac Sugenuma se compose de 3 étendues d'eau d'une superficie totale de 0,77 km2 et d'un périmètre de 6,5 km.